# Сергеева, Варвара Сергеевна
Варвара Сергеевна Сергеева (род. 4 мая 2004, Томск) — российская волейболистка, центральная блокирующая. Мастер спорта России.

## Биография
Волейболом начала заниматься в 8-летнем возрасте в томской ДЮСШ № 2. 1-й тренер — Р. И. Вавилина.
В 2018 году приглашена в Казань, где стала выступать за команду «Динамо-Ак Барс»-УОР (до 2020 — «Динамо-Академия»-УОР), с которой дважды выиграла «золото» Молодёжной лиги. В 2019—2022 провела 5 матчей в суперлиге за основной состав ВК «Динамо-Ак Барс», а в 2021 стала обладателем Кубка России. В 2023 заключила контракт с саратовским «Протоном».
С 2019 года выступала за юниорские сборные России. В 2021 стала чемпионкой мира среди девушек. 

### Клубная карьера
- 2018—2023 —  «Динамо-Академия»-УОР/«Динамо-Ак Барс»-УОР (Казань) — молодёжная лига;
- 2019—2022 —  «Динамо-Ак Барс» (Казань) — суперлига;
- с 2023 —  «Протон» (Саратов) — суперлига

## Достижения

### Клубные
- победитель розыгрыша Кубка России 2021.
- двукратная чемпионка (2020, 2022) и 3-кратный серебряный призёр (2019, 2021, 2023) Молодёжной лиги чемпионата России.
- двукратный победитель розыгрышей Кубка Молодёжной лиги — 2019, 2022.

### Со сборными России
- чемпионка мира среди девушек 2021.
- чемпионка Восточно-европейской волейбольной зональной ассоциации (EEVZA) среди младших девушек 2019.